# Woogbachtal
Das Naturschutzgebiet Woogbachtal liegt im Regionalverband Saarbrücken im Saarland. Das Gebiet erstreckt sich östlich der Kernstadt Saarbrücken. Am westlichen Rand des Gebietes verläuft die A 6, am nördlichen und nordöstlichen Rand, östlich und südlich verläuft die Landesstraße L 108. Südöstlich liegt der Flughafen Saarbrücken.

## Bedeutung
Das rund 703 ha große Gebiet ist seit dem 29. Dezember 2016 unter der Kennung NSG-N-6708-305 als Naturschutzgebiet ausgewiesen.